# Święto-Jeziory (gmina)
Święto-Jeziory – dawna gmina wiejska istniejąca na przełomie XIX i XX wieku w guberni suwalskiej. Siedzibą władz gminy były Święto-Jeziory (obecnie Świętojeziory, lit. Šventežeris).
Za Królestwa Polskiego gmina należała do powiatu sejneńskiego w guberni suwalskiej.
Po odzyskaniu niepodległości przez Polskę i Litwę powiat sejneński został przedzielony granicą, w związku z czym obszar gminy Święto-Jeziory znalazł się w państwie litewskim.